# Buchowo (Kaliningrad)
Buchowo (russisch Бухово, deutsch bis 1945 Buchhof, bis 1918 Juckeln, litauisch Jukeliai) ist ein Ort in der russischen Oblast Kaliningrad. Er gehört zur kommunalen Selbstverwaltungseinheit Stadtkreis Tschernjachowsk im Rajon Tschernjachowsk.

## Geographische Lage
Buchowo liegt 15 Kilometer nordwestlich der Stadt Tschernjachowsk (Insterburg) an der Grenze zum Rajon Slawsk. Durch den Ort führt die Kommunalstraße 27K-112 von Lipowka (Szacken/Schackenau) an der Regionalstraße 27A-009 (ex A197) über Krasnoje (Lindicken) zur Föderalstraße A216. Buchhof war vor 1945 Bahnstation an der Bahnstrecke Insterburg–Groß Skaisgirren (1938–1945 Kreuzingen, russisch: Bolschakowo) der Insterburger Kleinbahnen, von der in Buchhof eine Bahnstrecke nach Mehlauken (1938–1945 Liebenfelde, russisch: Salessje) abzweigte. Die Strecken wurden nach 1945 abgebaut.

## Geschichte
Der bis 1918 Juckeln und danach Buchhof genannte Ort wurde vor 1622 gegründet. Am 11. März 1874 wurde Juckeln Amtsdorf und damit namensgebend für einen neu errichteten Amtsbezirk, der – auch nach Umbenennung am 3. Dezember 1927 in „Amtsbezirk Buchhof“ – bis 1945 bestand und zum Kreis Insterburg im Regierungsbezirk Gumbinnen der preußischen Provinz Ostpreußen gehörte. Der Gutsbezirk Juckeln zählte 1910 insgesamt 123 Einwohner.
Am 9. August 1918 erhielt der Gutsbezirk Juckeln die Umbenennung in „Buchhof“. Am 30. September 1928 wurden der Gutsbezirk Buchhof und die Landgemeinde Schuiken zur neuen Landgemeinde Buchhof zusammengefasst.
Die Einwohnerzahl Buchhofs im Jahr 1933 betrug 193 und stieg bis 1939 – inzwischen war die Gemeinde Ernstwalde (russisch Nowaja Derewnja) eingemeindet worden – auf 276.
Das Gut Juckeln bzw. Buchhof hatte die folgenden Besitzer:
- (1623): Clemens Richau
- (1679): Heinrich Wolf von Kalisch
- seit 1680: Heinrich von Knobelsdorf
- bis 1779: Philippine Gertrud Sperber, geb. Eckstein
- 1779–1852: Ernst von Aweyden, sein Sohn Carl von Aweyden und dessen Erben
- 1852–1859: Franz Hogrefe
- 1859–1945: Carl Eduard Mueller und sein Sohn Robert Mueller-Buchhof und als Pächter Kurd Muellerbuchhof bis zur Vertreibung und Enteignung

In Kriegsfolge kam Buchhof mit dem nördlichen Ostpreußen 1945 zur Sowjetunion. Zu einem unbekannten Zeitpunkt erhielt der Ort die russische Schreibweise Buchowo. Der Ort kam in den Dorfsowjet Kalinowski selski Sowet, der seit 1969 zum Rajon Tschernjachowsk gehörte. Von 2008 bis 2015 gehörte Buchowo zur Landgemeinde Kaluschskoje selskoje posselenije und seither zum Stadtkreis Tschernjachowsk.

### Amtsbezirk Juckeln/Buchhof (1874–1945)
Zwischen 1874 und 1945 bestand der – 1927 umbenannte – Amtsbezirk Juckeln resp. Buchhof, zu dem anfangs zwölf Kommunen gehörten:
| Name                               | Änderungsname 1938–1946 | Russischer Name | Bemerkungen                                   |
| ---------------------------------- | ----------------------- | --------------- | --------------------------------------------- |
| Budwethen, Ksp. Aulowönen          | Streudorf (Ostpr.)      |                 | 1931 in den Amtsbezirk Aulowönen umgegliedert |
| Ernstwalde                         |                         | Nowaja Derewnja | 1939 nach Buchhof eingemeindet                |
| Gerlauken, ab 1928: Waldfrieden    |                         | Fjodorowo       |                                               |
| Gründann                           |                         |                 | 1928 nach Gerlauken eingemeindet              |
| Juckeln, ab 1918: Buchhof          |                         | Buchowo         |                                               |
| Lindenberg                         |                         |                 | 1928 nach Lindicken eingemeindet              |
| Lindicken, ab 1928: Lindenberg     |                         | Krasnoje        |                                               |
| Papuschienen, ab 1929: Tannenfelde |                         | Doroschny       |                                               |
| Schuiken, ab 1928: Buchhof         |                         |                 |                                               |
| Schuppinnen                        |                         | Lugowoje        |                                               |
| Staggen                            |                         |                 |                                               |
| Wasserlauken                       | Wasserlacken            | Wesnowo         | 1939 nach Lindenberg eingemeindet             |

Am 1. Januar 1945 waren aufgrund der strukturellen Veränderungen nur noch sechs Gemeinden in den Amtsbezirk Buchhof eingegliedert: Buchhof, Lindenberg, Schuppinnen, Staggen, Tannenfelde und Waldfrieden.

## Kirche
Mit seinen überwiegend evangelischen Einwohnern war Buchhof bis 1945 in das Kirchspiel der Kirche Aulowönen (1938–1946: Aulenbach, heute russisch: Kalinowka) eingepfarrt und gehörte zum Kirchenkreis Insterburg in der Kirchenprovinz Ostpreußen der Kirche der Altpreußischen Union. Heute liegt Buchowo im Einzugsbereich zweier in den 1990er Jahren neu entstandenen evangelisch-lutherischen Gemeinden: Tschernjachowsk (Insterburg) bzw. Bolschakowo (Groß Skaisgirren, 1938–1946 Kreuzingen), die beide in die Propstei Kaliningrad der Evangelisch-lutherischen Kirche Europäisches Russland eingegliedert sind.

## Persönlichkeiten
- Karl von Aweyden (1829–1891), preußischer Generalleutnant